# Palivový filtr

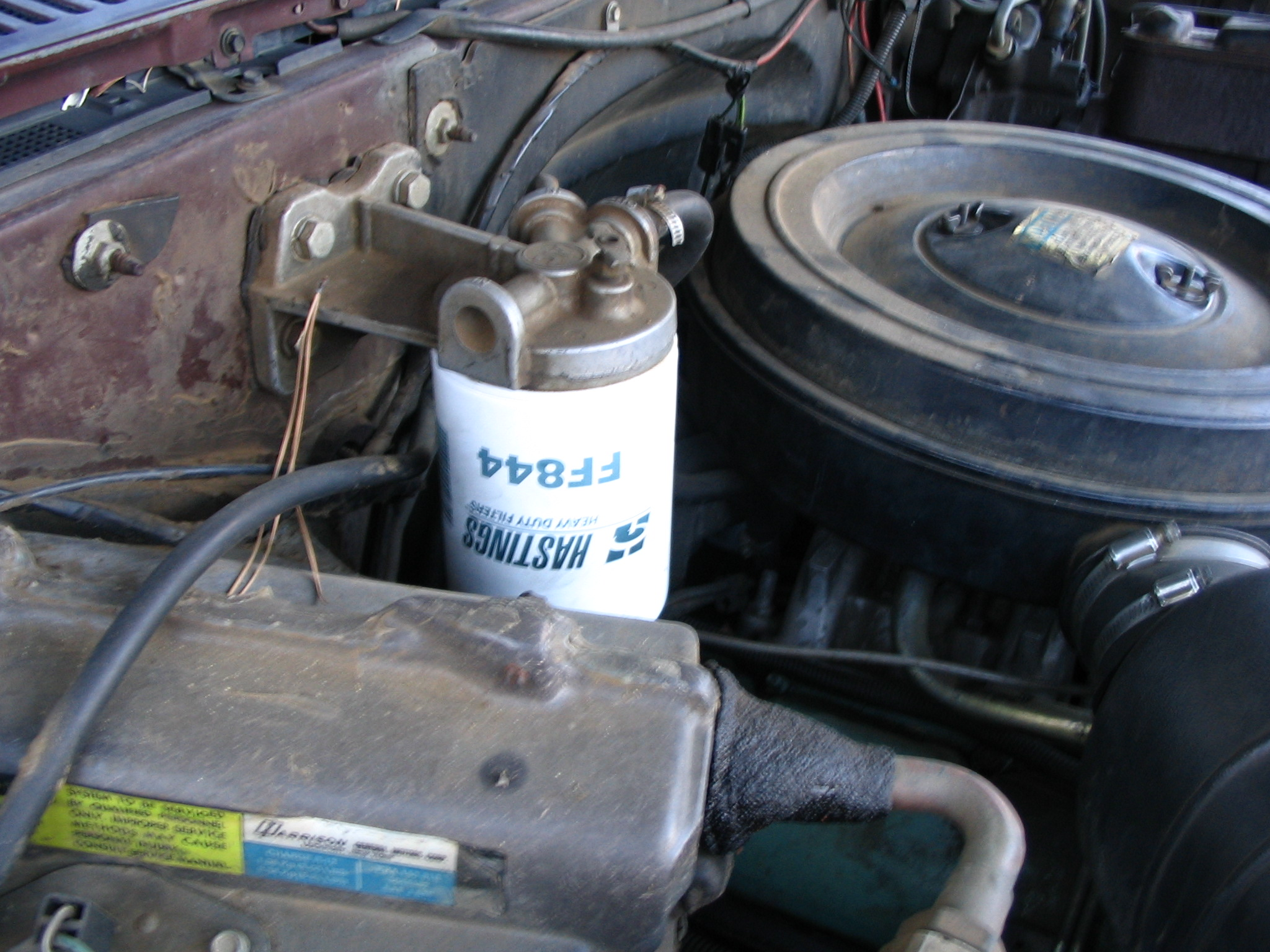
Palivový filtr v Dieselově motoru

Palivový filtr je součástka v palivové soustavě motoru, která čistí palivo z nádrže od pevných nečistot a usazenin, aby se nedostaly dále do motoru, kde by mohly způsobit jeho poškození. Tyto filtry se nalézají ve většině motorů s vnitřním spalováním.

## Popis
Palivový filtr je obvykle válcové pouzdro s vložkou z papírové hmoty. U benzinových motorů bývá přímo ve vedení, u vznětových (dieselových) motorů, kde jsou nároky na čištění větší, bývá připevněn ke stěně ve svislé poloze. Nečistoty v palivu mohou totiž poškodit zejména vstřikovací zařízení. Některé filtry slouží také k zachycování vody z paliva, vodu lze vypustit zátkou ve dně filtru.